# Smälten, Beckers färgfabrik
Smälten (även Oljefernissfabriken eller hus 21) är en byggnad i kvarteret Lövholmen i Liljeholmen, södra Stockholm som uppfördes 1889 tillsammans med Palmcrantzska fabriken och var dess smedja och senare under AB Wilh. Becker en del av deras färgfabrik. Byggnaden är grönmärkt av Stadsmuseet i Stockholm vilket innebär ”att den representerar ett högt kulturhistoriskt värde och är särskilt värdefull från historisk, kulturhistorisk, miljömässig eller konstnärlig synpunkt”.

## Historik

### Smedja

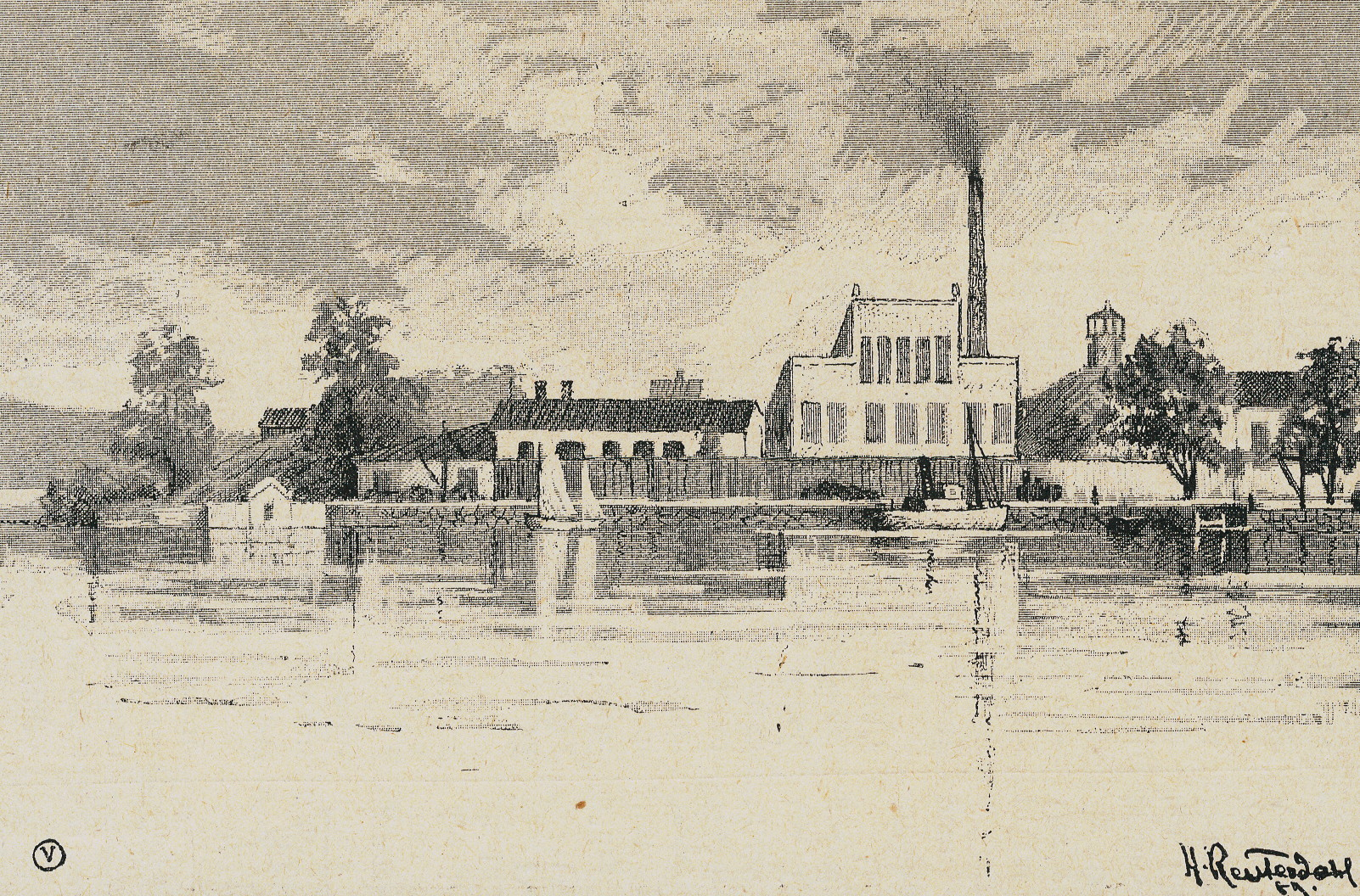
Palmcrantzka fabriken med smedjan till vänster, vy över Liljeholmsviken, Henry Reuterdahls illustration från 1889.

Byggnaden är tillsammans med Palmcrantzska fabriken (nuvarande konsthallen Färgfabriken) områdets äldsta bevarade byggnader. De uppfördes 1889 för verkstadsföretaget H. Palmcrantz & Co. Dess ägare, industrimannen Helge Palmcrantz, utvecklade under 1870-talet sina uppfinningar kulsprutan och slåttermaskinen och bedrev sin tillverkning på Hantverkargatan 37 på Kungsholmen. 
Under slutet av 1880-talet beslöt han att flytta den civila produktionen (främst jordbruksmaskiner) till en ny fabriksanläggning på Lövholmen. 1887 förvärvade Palmcrantz & Co tomten 2/3 Lövholmen som då i huvudsak var obebyggd. Vid Liljeholmsviken fanns en sodafabrik från 1870-talet och mitt på tomten låg ett 15 meter högt berg med ett lusthus ovanpå. Sodafabrikens byggnad användes efter flytten som kontor i Palmcrantz & Co:s verksamhet. 
Båda husen ritades och byggdes av civilingenjören och byggmästaren Gustaf Alfrid Engelbrektson. De uppfördes mellan 1888 och 1889 med fasader av kraftiga naturstensmurar och tegel. Smedjan utgjordes ursprungligen av en enplansbyggnad som låg öster om huvudbyggnaden. I fasaden mot norr (Liljeholmsviken) anordnades valvformade dörr- och fönsteröppningar. På en samtida illustration skapad 1889 av konstnären Henry Reuterdahl visas anläggningen sedd från Liljeholmsviken, i bakgrunden till höger reser sig berget med lusthuset. 
I smedjan tillverkades delar som behövdes för den Palmcrantzka fabrikens produktion, huvudsakligen jordbruksmaskiner men även cyklar. I en försäkringshandling från 1889 kan man läsa om smedjan: ”No 16. Smedja af sprängd gråsten och tegel med tak af plåt”. Ursprungligen innehöll smedjan tre dubbelhärdar, två ugnar, ånghammare, hejare och en ångmaskin som drev smedjans maskinutrustning. Det fanns även en målarverkstad och troligen inhyses ett stall under det tidiga 1900-talet.

### Oljefernissfabriken ”Smälten”

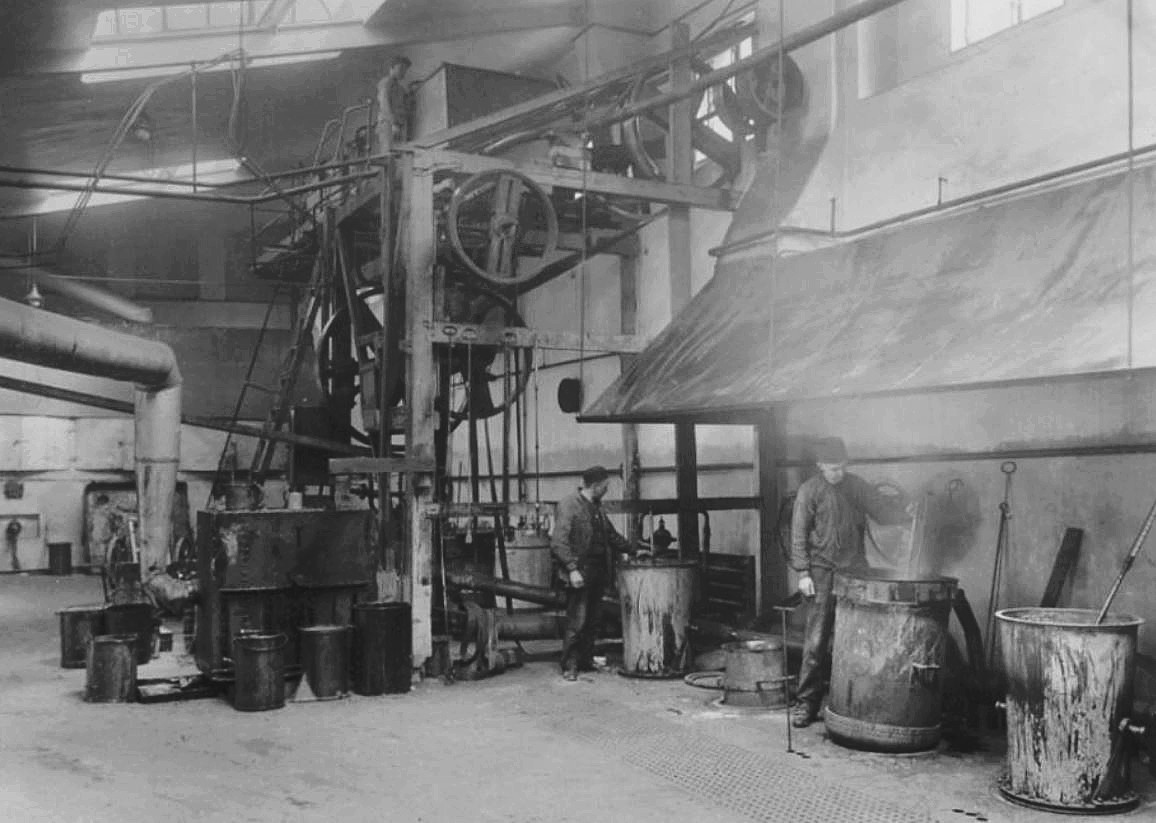
Kokning av oljor och fernissor, kross- och siktmaskin i bakgrunden, 1915

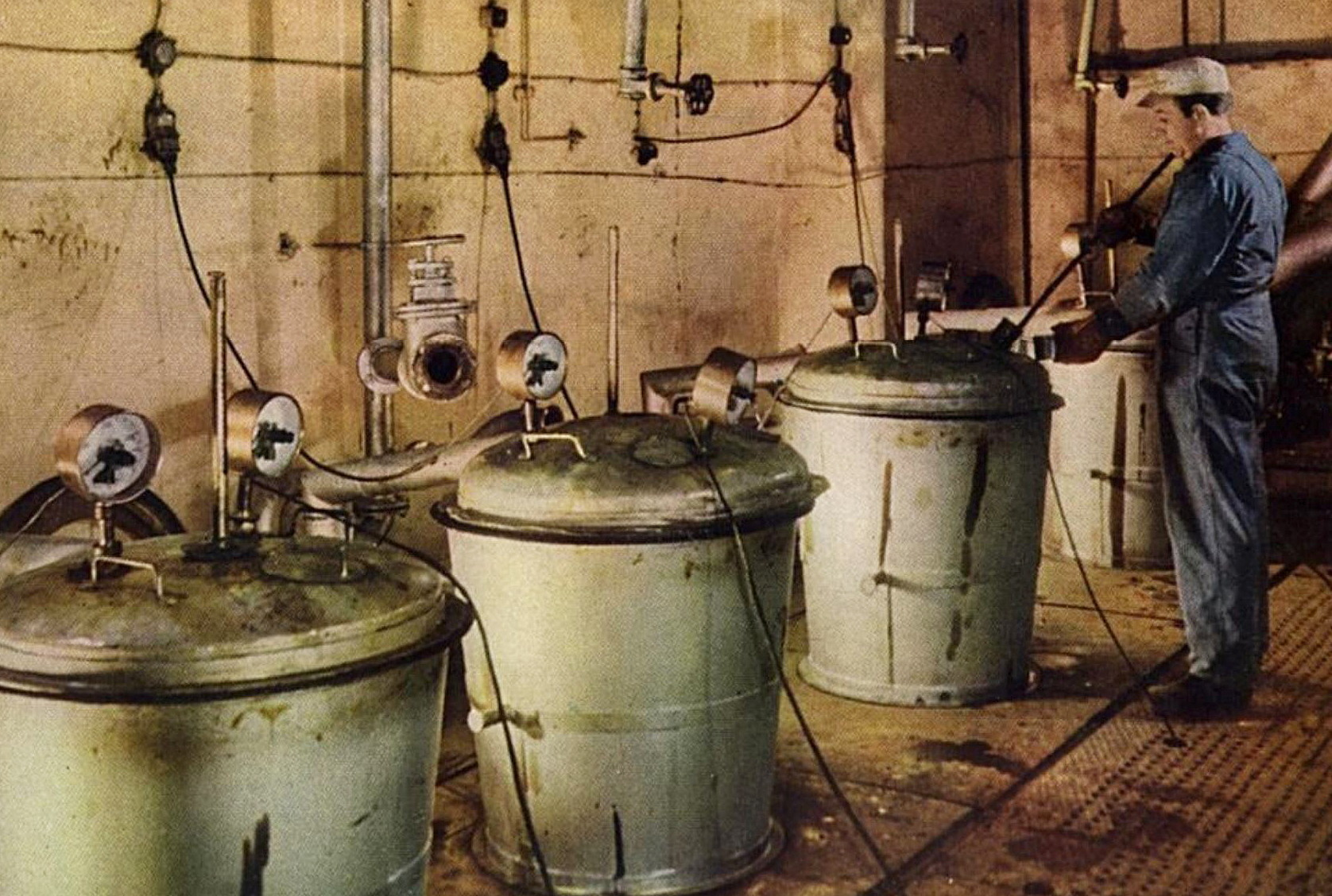
Lackkokning i "Smälten", 1949.

När Wilhelm Beckers färgfabrik 1902 övertog Palmcrantz’ byggnader blev huvudbyggnaden företagets färgfabrik och den före detta smedjan lämpade sig bra till den illaluktande och eldfarliga kokningen av oljor och fernissor. Smedjans skorstenar till ässjorna används som utsug och ångmaskinen drev via remmar den kross- och siktmaskin vilken användes till att pulverisera hartset.
År 1944 utfördes en påbyggnad med ett nytt entresolplan i byggnadens östra sida, för att här inrymma tolv lackcisterner och tio oljefat. Över den västra delen höjdes byggnaden med ett pulpettak som ersatte det äldre sadeltaket. Dagsljus släpptes in genom ett fönsterband i den östra delen och en taklanternin på pulpettaket över västra delen. I söderfasaden placerades en rad högt sittande mindre fönster som är idag igenmurade. Påbyggnaderna utfördes i tegel och är än idag synliga mot bottenvåningens ursprungliga naturstensväggar. Bottenvåningen delades upp i två rum varav det västra användes för hartskokeri och det östra som separatorrum.
För ombyggnaden stod arkitekterna Nils Tesch och Lars Magnus Giertz samt Stig Ödeens ingenjörsbyrå som även anlitats för nybyggnaden av Nitrolackfabriken (hus 27) vilken tillkom samtidigt. Man smälte naturhartser i stora kokkärl som stod längs med väggarna. Produkten behövdes för framställning av fernissa. Efter smältverksamheten kallades byggnaden även för ”Smälten”. Tillverkningen försörjde den 1988 rivna hartsfabriken, som uppfördes norr om smedjan i början av 1940-talet. Verksamheten pågick fram till 1973, därefter blev huset lager för råvaror åt hartsfabriken och byggnaden fick förfalla.

### Utställningslokal
År 2004 förvärvades Alcro-Becker av finska Tikkurila Oyj och den nye ägaren lät renovera och bygga om Smälten för utställningsändamål. Renoveringen innebar även att återställa byggnaden till det skick den hade efter den stora ombyggnaden 1944. För ritningarna stod AIX Arkitekter. 
Beckers nedlagda fabriksområde på fastigheten Lövholmen 12 såldes år 2006 till Skanska Nya Hem. I försäljningen ingick även Smälten medan tomten där Palmcrantzska fabriken står är en egen fastighet, Lövholmen 16, som ägs av Lindéngruppen. 
För närvarande (2020) pågår planarbete med en ny detaljplan (Dn 2017-13571) för Lövholmen som skall reglera uppförande av nya bostäder, skola, förskolor, parker och kontor samt bevarade av kulturhistoriskt värdefull miljö. Rivningar i planområdet inleddes 2020 av Skanska med Spredfabriken och Nya färgfabriken. Skanska har för avsikt att bevara Smälten / Smedjan. Projektet ”Nya Lövholmen” beräknas ta cirka 10 till 15 år att genomföra.

## Nutida bilder

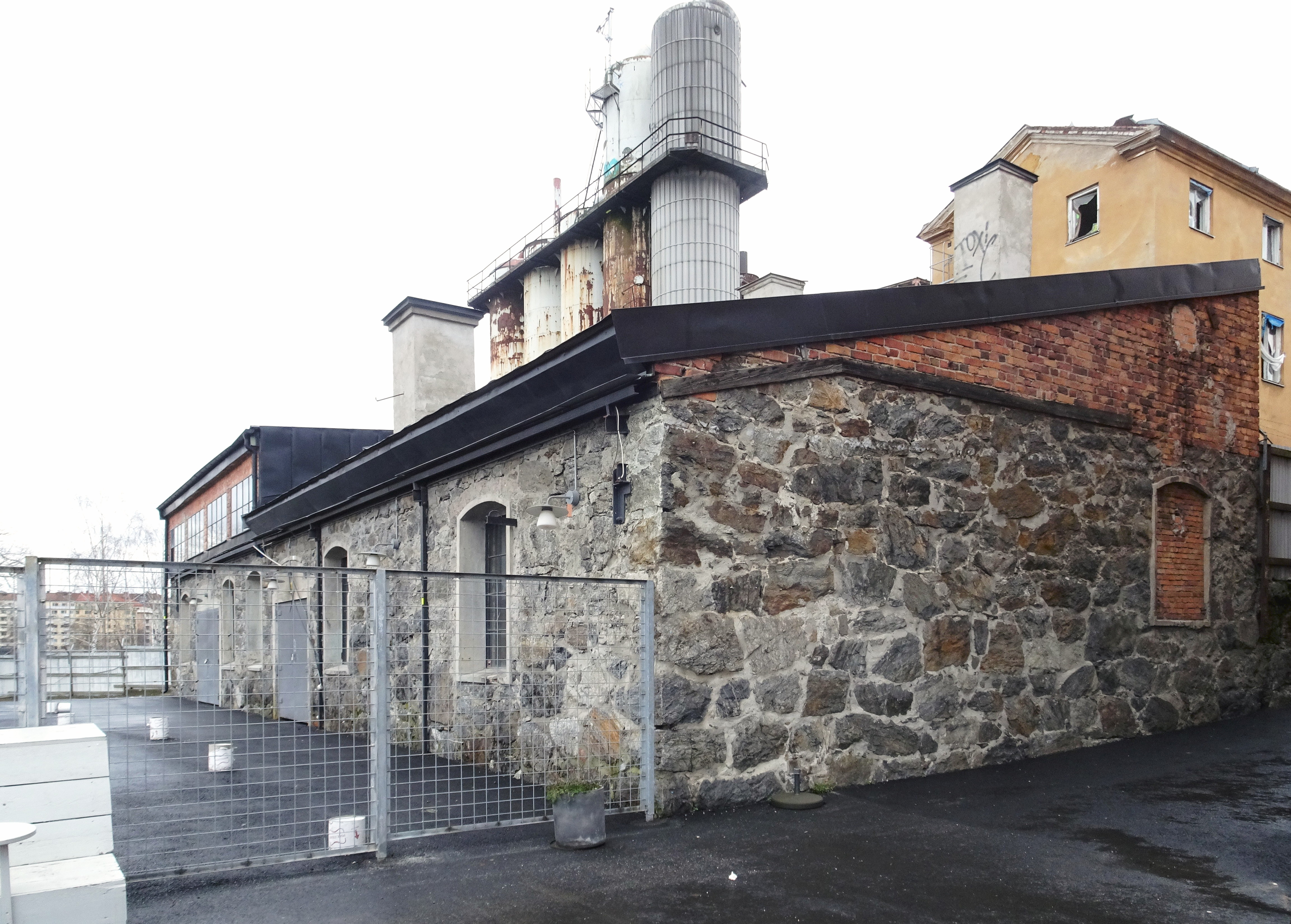
Fasad mot norr och väster, bakom Smälten syns delar av anläggningen för De Förenade Kolsyrefabrikernas AB.
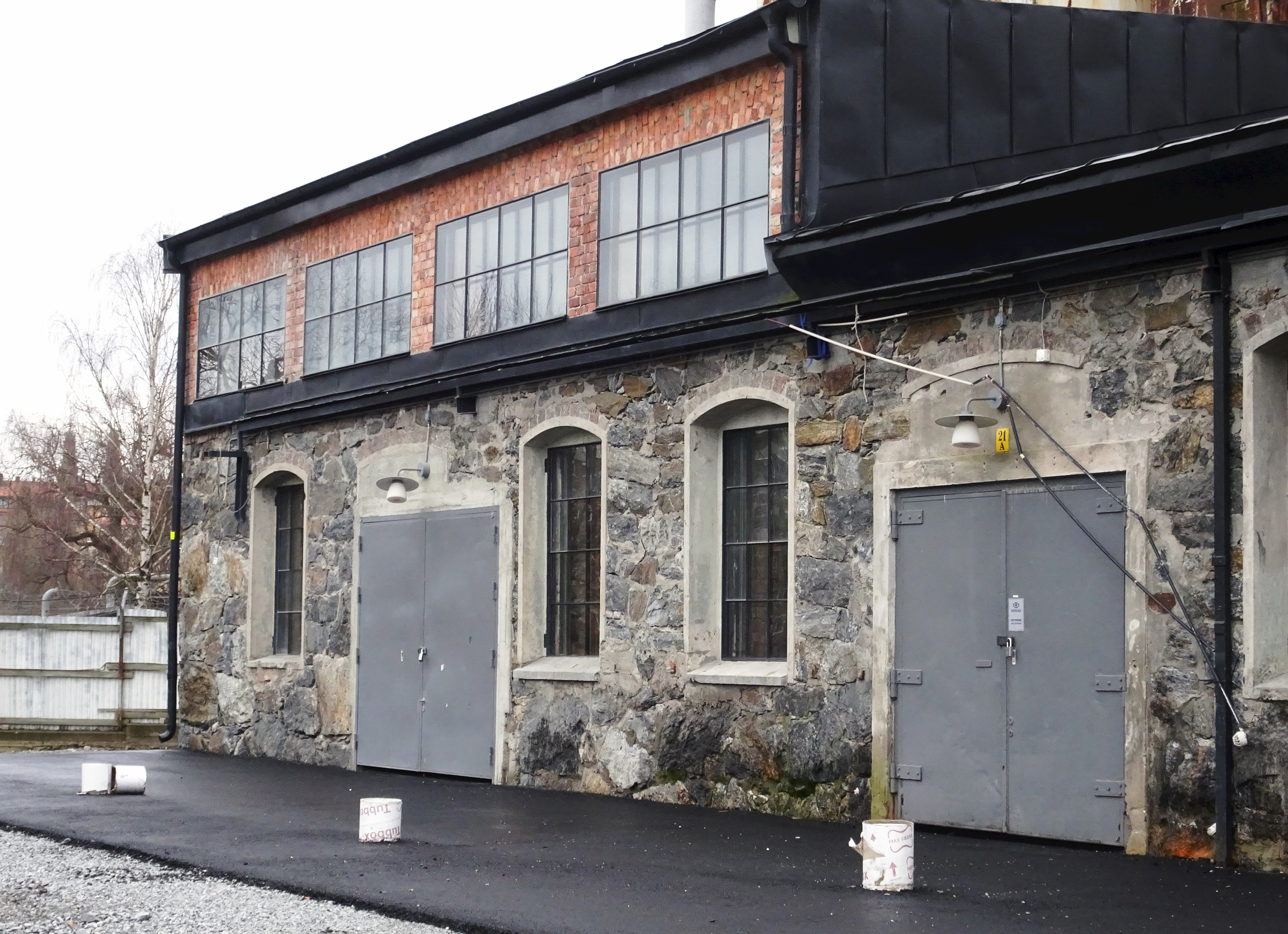
Påbyggnaden i tegel med fönsterband från ombyggnaden 1944.
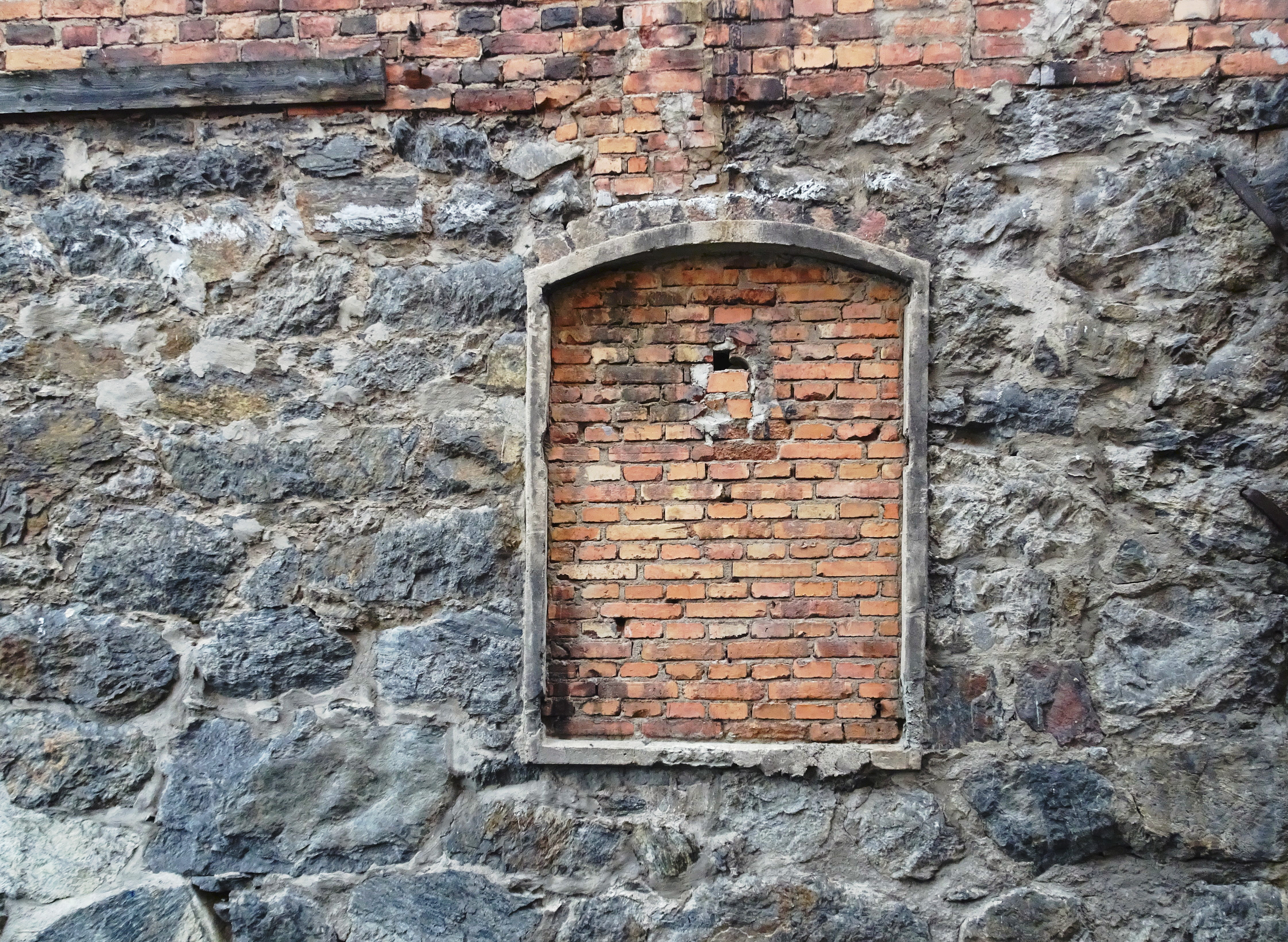
Igensatt ursprungligt fönster i västra fasaden.
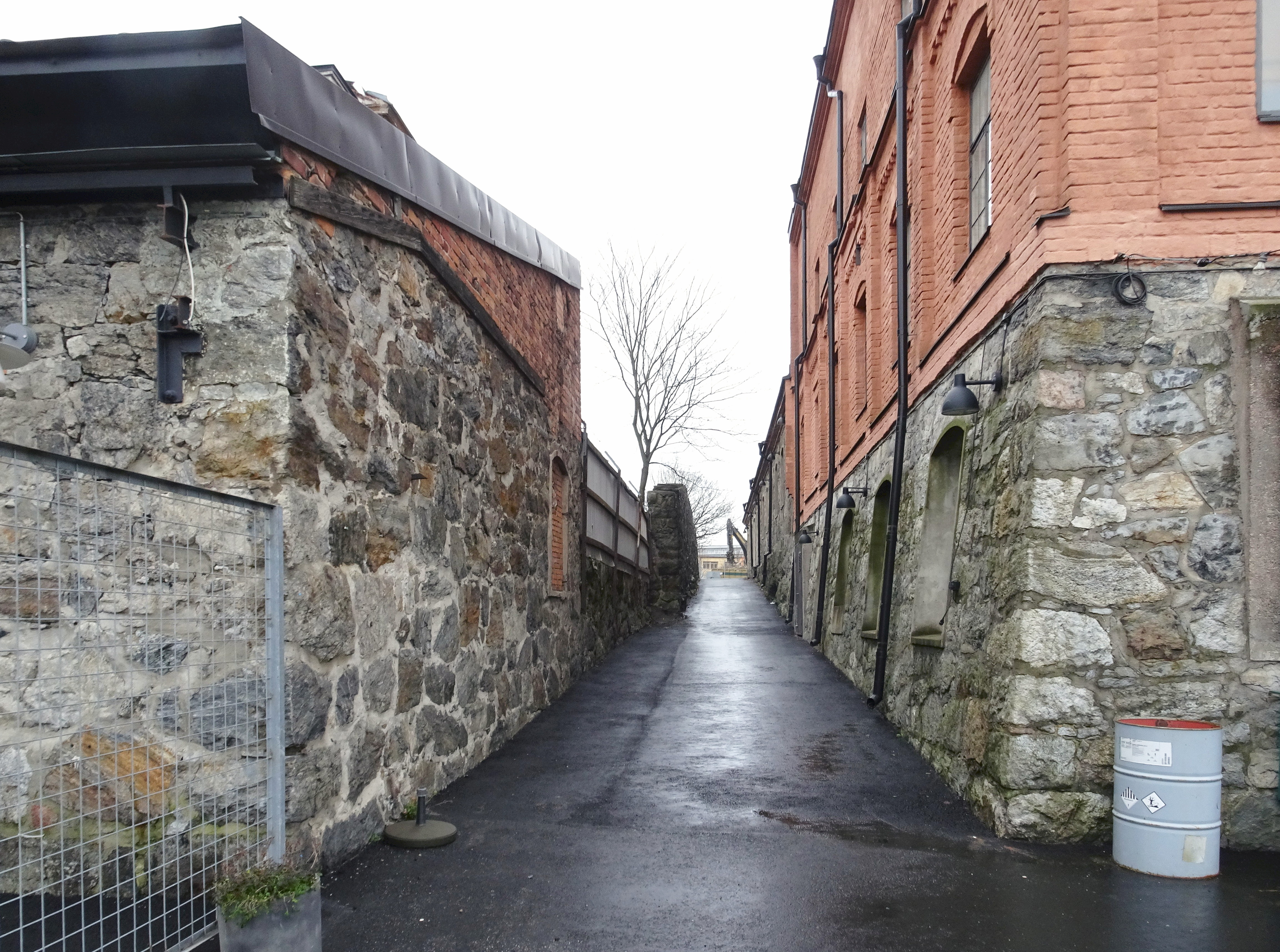
Gången mot söder med Smälten till vänster och Färgfabriken till höger.
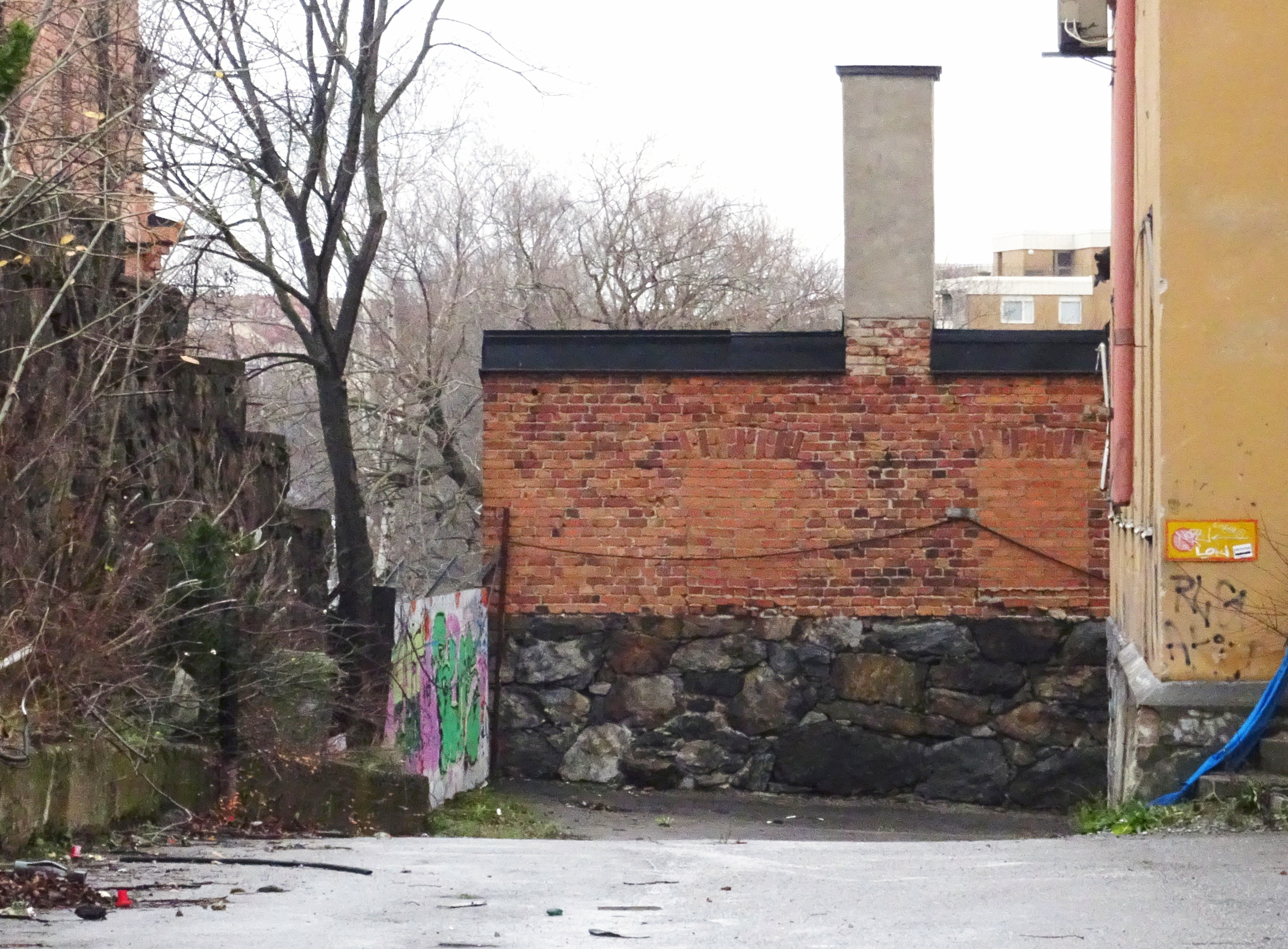
Del av fasad mot söder med igenmurade fönster och en av de ursprungligen fyra skorstenar.

## Se även

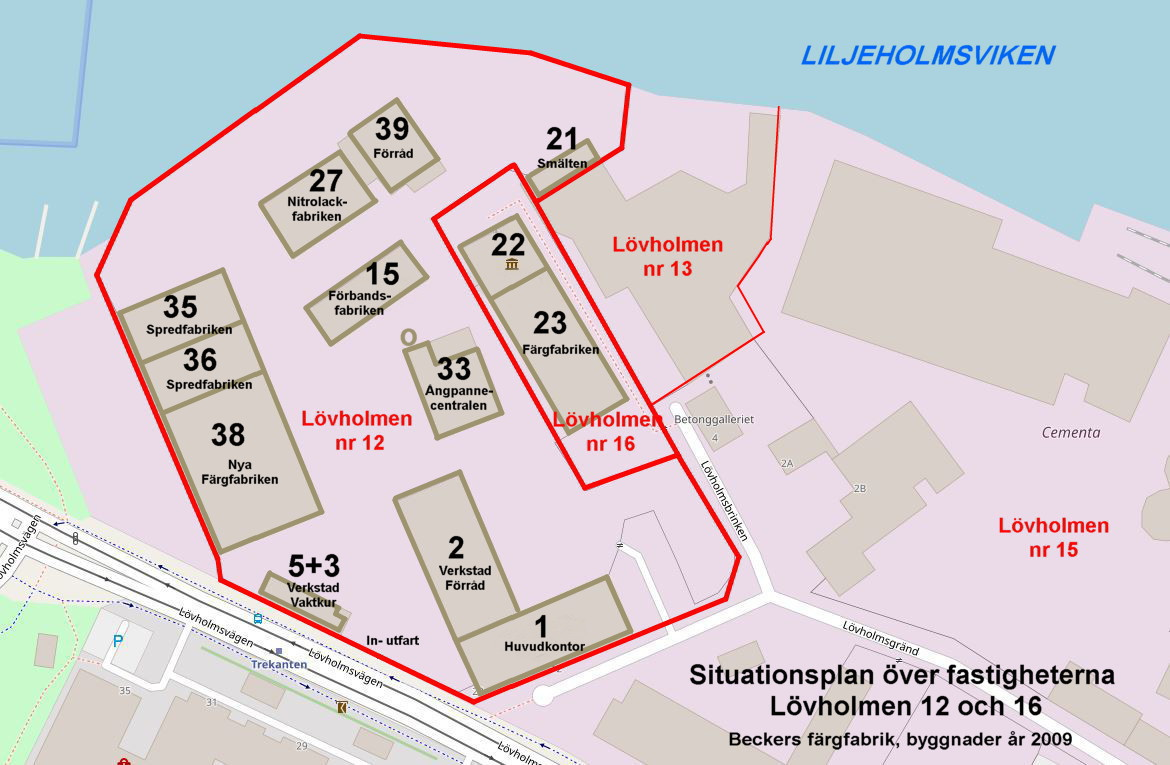
Orienteringsplan med bebyggelsen 2009.